# نجلاء الخليفة
نجلاء بنت أحمد الخليفة مصورة سعودية عالمية حصدت العديد من الجوائز علي المستوى المحلي والمستوى الدولي. برعت نجلاء الخليفة في تصوير الطبيعة واللاندسكيب والتصوير المعماري والأثري والتجريدي.
بدأت مشوارها مع التصوير من خلال كاميرا صغيرة أهداها لها والدها في الثامنة من عمرها وكانت تصور بها الأحداث العائلية والأماكن التي يذهبون إليها للسياحة والرحلات. إهتمت نجلاء بشكل أساسي في طفولتها بالرسم والفن التشكيلي وهو ما أفادها لاحقا عند ممارستها للتصوير. .بدأت في تطوير هوايتها في التصوير منذ العام 2007. .تم اختيارهامن مجلة سيدتي كواحدة من 40 سيدة سعودية مميزة لعام 2014، وتقدم نجلاء ورش عمل ودورات في قطاعات حكومية وأهلية مهتمة بالتصوير الفوتوفرافي، كما مثلت بلدها في العديد من المحافل الدولية.

## معلومات شخصية
تخصصت نجلاء الخليفة في الجامعة في الأدب الإنجليزي وحاصلة على درجة الماجستير في الأدب من جامعة الملك سعود. نجلاء متزوجة ولديها طفلان سعود وجو  تقيم داخل المملكة وتحديدا بمدينة الرياض.

## مشوارها كمصورة محترفة
تحرص بشكل أساسي على توثيق وتصوير الأماكن داخل المملكة العربية السعودية ففي معرضها «ألف ضوء وضوء» بواشنطون مثلا قدمت صورا لأماكن غير معروفة مثل جبال فيفا وحرة الوعبة ومدائن صالح والعلا وجبال قارا وواحة المحمل.
عرضت نجلاء أعمالها في أكثر من ستين صالون ومعرض دولي ومحلي في روما وباريس وفرانكفورت وبلجيكا وشانغهاي ولندن وتورنتو والتشيك والإمارات وتونس وعمان، كمامثلت المملكة في بينالي برلين للتصوير الفوتوغرافي، كما أن لديها معرضاً شخصياً “ألف ضوء وضوء” والذي استضافه معهد دول الخليج العربية في واشنطن في الولايات المتحدة الأمريكية.
جدير بالذكر أن نجلاء هي عضو في الاتحاد العالمي للتصوير الفوتوغرافي (الفياب)، والعديد من جمعيات التصوير المتخصصة 

## الجوائز
- الميدالية الذهبية في مسابقة (PX3) الفرنسية لعام 2015 عن محور مشروع كتاب فئة الطبيعة، بالإضافة إلى 3 أوسمة تقديرية عن فئة السفر والسياحة.[6]
- فازت نجلاء الخليفة كذلك بسبعة أوسمة تقديرية في الدورة الثانية عشرة في مسابقة التصوير الدولية بنيويورك لعام 2014 (International Photography Awards New York 2014) من بين سبعة وعشرين ألف صورة مقدمة من 104 دول حول العالم. حصلت على ثلاثة أوسمة منها في محور التصوير المعماري فئة المباني التاريخية والتراثية عن ثلاث صور مقدمة عن التراث العمراني بالمملكة، وهي مسجد الداخلة بمحافظة سدير، وقصر الإمارة بنجران، والبلدة القديمة بالعلا، ووسامين في محور الفن الجميل فئة التجريد، والوسامين الآخرين في محور السياحة والسفر.[7]
- المركز الأول في مسابقة التصوير الفوتوغرافي للتراث العمراني السعودي عن «المدرسة الأميرية الأولى بالأحساء»، تراثنا في عيوننا 2011م.
- المركز الأول في مسابقة «الوطن في عيون الفوتوغرافيات»، عن «ممر الذكريات»، من وزارة الثقافة والإعلام الرياض 2011 م.
- المركز الرابع في المهرجان العربي الأوروبي الثامن للصور الفوتوغرافية، عن «الحلم الوردي» محور البيئة والطبيعة، من اتحاد المصورين العرب هامبورغ 2011م.
- المركز الأول في مسابقة معرض ازرع شجرة عن «مقعد في الحديقة» جمعية البيئة السعودية الغاط 2011م.
- المركز الأول في مسابقة الآثار في عيون الفن، عن «من المصمك إلى السماء»، من الجمعية السعودية للدراسات الأثرية الرياض 2011م.
- المركز الثالث في مسابقة البحر بعدسة الفنان، عن «في ذات يوم جميل» من نادي التصوير الضوئي بتبوك 2011م.
- المركز السادس في مسابقة غاليري الفن النقي، عن «الإعصار» الرياض 2011م.
- المركز الثالث في مسابقة PX3 الفرنسية، فئة الطبيعة عن «صباح جميل».
- المركز الثالث في مسابقة معرض إبداعات ولقطات، عن «الدرعية بين الأمس واليوم» الهيئة العامة للسياحة والآثار (تغير مسماها لاحقا إلى الهيئة العامة للسياحة والتراث الوطني) 2007 م.[8]
- ميداليتين فضية وبرونزية في مسابقة «دي لا فوتوغرافي الفرنسية بباريس 2014م»، عن سلسلة سيمفونية الصحراء في محور الصحافة والكتاب.[9]
- جائزة تقديرية في الدورة الحادية عشرة بمسابقة جوائز التصوير العالمية (ipa)، المنعقدة بمدينة نيويورك في الولايات المتحدة الأمريكية، عن فئة الطبيعة للعام 2013م.[10]
- الجائزة التقديرية في مسابقة «inter national photo graphy awards» للتصوير الأمريكية ومقرها نيويورك، وذلك في الدورة الرابعة عشرة للمسابقة للعام 2016.[11]